# 罗克施泰特
罗克施泰特是德国图林根州的一个市镇。总面积4.93平方公里，总人口248人，其中男性122人，女性126人（2011年12月31日），人口密度50人/平方公里。